# Cratosolpuga wunderlichi
Cratosolpuga wunderlichi — викопний вид павукоподібних з ряду сольпуг (Solifugae). Цей вид був виявлений у формації Крато в штаті Сеара в Бразилії. Він датується нижньою крейдою (аптський ярус) між ≃121,4 та ≃113,0 млн років. Рід відомий за двома зразками, один з яких належить неповнолітній особин. Морфологічно кратосольпуга сильно схожа із сучасними сольпугами.

## Назва
Родова назва Cratosolpuga походить від назви ряду Solifugae (сольпуги), до якого належить даний рід, та назви формації Крато, в якій тварина була виявлена.
Видова назва дано на честь знаменитого німецького палеоарахнолога Йорга Вундерліха.